# Третьяков, Михаил Иванович (колхозник)
Михаил Иванович Третьяков (2 июня 1931 — 24 ноября 1984) — передовик советского сельского хозяйства, бригадир колхоза «Кубань» Усть-Лабинского района Краснодарского края, Герой Социалистического Труда (1973).

## Биография
Родился в 1931 году в станице Усть-Лабинской Краснодарского края, в русской семье. 
В годы войны помогал труженикам сельской территории, работал в полеводческих бригадах.Трудовую деятельность тракториста начал в 1946 году в Усть-Лабинской МТС. С 1951 по 1955 годы проходил службу в Красной Армии. После службы окончил курсы бригадиров и Брюховецкий сельскохозяйственный техникум. В 1956 году становится помощником бригадира.
В 1968 году начал руководить 5-й комплексной бригадой колхоза "Кубань". Это была одна из самых передовых бригад Краснодарского края.  
Указом Президиума Верховного Совета СССР от 7 декабря 1973 года за достижение высоких показателей в производстве продукции сельского хозяйства Михаилу Ивановичу Третьякову было присвоено звание Героя Социалистического Труда с вручением ордена Ленина и медали «Серп и Молот».
В 1981 году бригада Третьякова получила самый высокий урожай подсолнечника, превзойдя многие именитые бригады. 
Избирался депутатом Краснодарского краевого и Усть-Лабинского районного Советов депутатов трудящихся. Был делегатом XVII съезда профсоюзов. 
Проживал в городе Усть-Лабинск.
Умер 24 ноября 1984 года. Похоронен на Новом кладбище в Усть-Лабинске.

## Награды
За трудовые успехи был удостоен:
- золотая звезда «Серп и Молот» (07.12.1973)
- орден Ленина (07.12.1973)
- два Ордена Трудового Красного Знамени (08.04.1971, 23.12.1976)
- Медаль «За трудовое отличие» (31.12.1965)
- другие медали.